# Матчи сборной Москвы по футболу (1985)
Сезон 1985 года стал 44-м в истории сборной Москвы по футболу.
В нём сборная провела 1 официальный матч — товарищеский междугородний.

## Классификация матчей
По установившейся в отечественной футбольной истории традиции официальными принято считать матчи первой сборной с эквивалентным по статусу соперником (сборные городов, а также регионов и республик); матчи с клубами Москвы и других городов составляют отдельную категорию матчей.
Международные матчи также разделяются на две категории: матчи с соперниками топ-уровня (в составах которых выступали футболисты, входящие в национальные сборные либо выступающие в чемпионатах (лигах) высшего соревновательного уровня своих стран — как профессионалы, так и любители) и (в основном, в период 1920-х — 1930-х годов) международные матчи с так называемыми «рабочими» командами (состоявшими, как правило, из любителей невысокого уровня) и им подобными.
В связи с существовавшей с 1950-х годов в СССР практикой выступления национальной сборной в ряде матчей под названием «сборная Москвы» (или «сборная клубов Москвы»), такие матчи также относятся к двум категориям: матчи фактически сборной Москвы (в составе команды, за исключением, возможно, одного-двух игроков, выступали футболисты московских клубов) и, соответственно, матчи условно сборной Москвы.

## Статистика сезона
| 1985      |                    |     |
| МГ 102    | Москва — Ленинград | 1:0 |
| Итого     |                    |     |
| И В Н П М |                    |     |
| 1 0 1 − 0 |                    |     |

## Официальные матчи

### 214. Москва — Ленинград — 1:0
Междугородний товарищеский матч 102 — Футбольный матч спортивного праздника к 40-летию Великой Победы (отчет).

| Москва                | 1:0 | Ленинград |
| --------------------- | --- | --------- |
| - Каратаев 31′ (пен.) |     |           |

| Игрок              | Клуб      |         | Вышел на замену | Гол  |
| ------------------ | --------- | ------- | --------------- | ---- |
| Прудников, Алексей | «Динамо»  |         | 1               | (-0) |
|                    |           |         |                 |      |
| Круглов, Виктор    | «Торпедо» | 46'     | 2               |      |
| Кузнецов, Борис    | «Спартак» |         | 1               |      |
| Пригода, Сергей    | «Торпедо» |         | 1               |      |
| Бубнов, Александр  | «Спартак» |         | 7               |      |
|                    |           |         |                 |      |
| Атауллин, Ренат    | «Динамо»  |         | 1               |      |
| Суслопаров, Юрий   | «Торпедо» |         | 1               |      |
| Каратаев, Василий  | «Динамо»  | 46'     | 1               | 1    |
| Новиков, Сергей    | «Спартак» | 46'     | 1               |      |
|                    |           |         |                 |      |
| Родионов, Сергей   | «Спартак» | 45'     | 1               |      |
| Редкоус, Андрей    | «Торпедо» | 64'     | 1               |      |
| Замены             |           |         |                 |      |
| Каюмов, Альмир     | «Спартак» | 46'     | 1               |      |
| Кузнецов, Евгений  | «Спартак» | 46' 72' | 1               |      |
| Аджоев, Гурам      | «Спартак» | 46'     | 1               |      |
| Черенков, Фёдор    | «Спартак» | 46'     | 6               | 2    |
| Русяев, Михаил     | «Спартак» | 46'     | 1               |      |
| Сочнов, Владимир   | «Спартак» | 72'     | 1               |      |

| Приходько  | 50' |
|            |     |
| С.Кузнецов |     |
| А.Степанов |     |
| Золин      | 46' |
| Г.Тимофеев |     |
|            |     |
| Веденеев   | 46' |
| Афанасьев  |     |
| Захариков  |     |
| Чухлов     |     |
|            |     |
| С.Дмитриев |     |
| И.Комаров  | 46' |
| Замены     |     |
| Бирюков    | 50' |
| Долгополов | 46' |
| Мельников  | 46' |
| Клементьев | 46' |